# Sentinel (satélite)

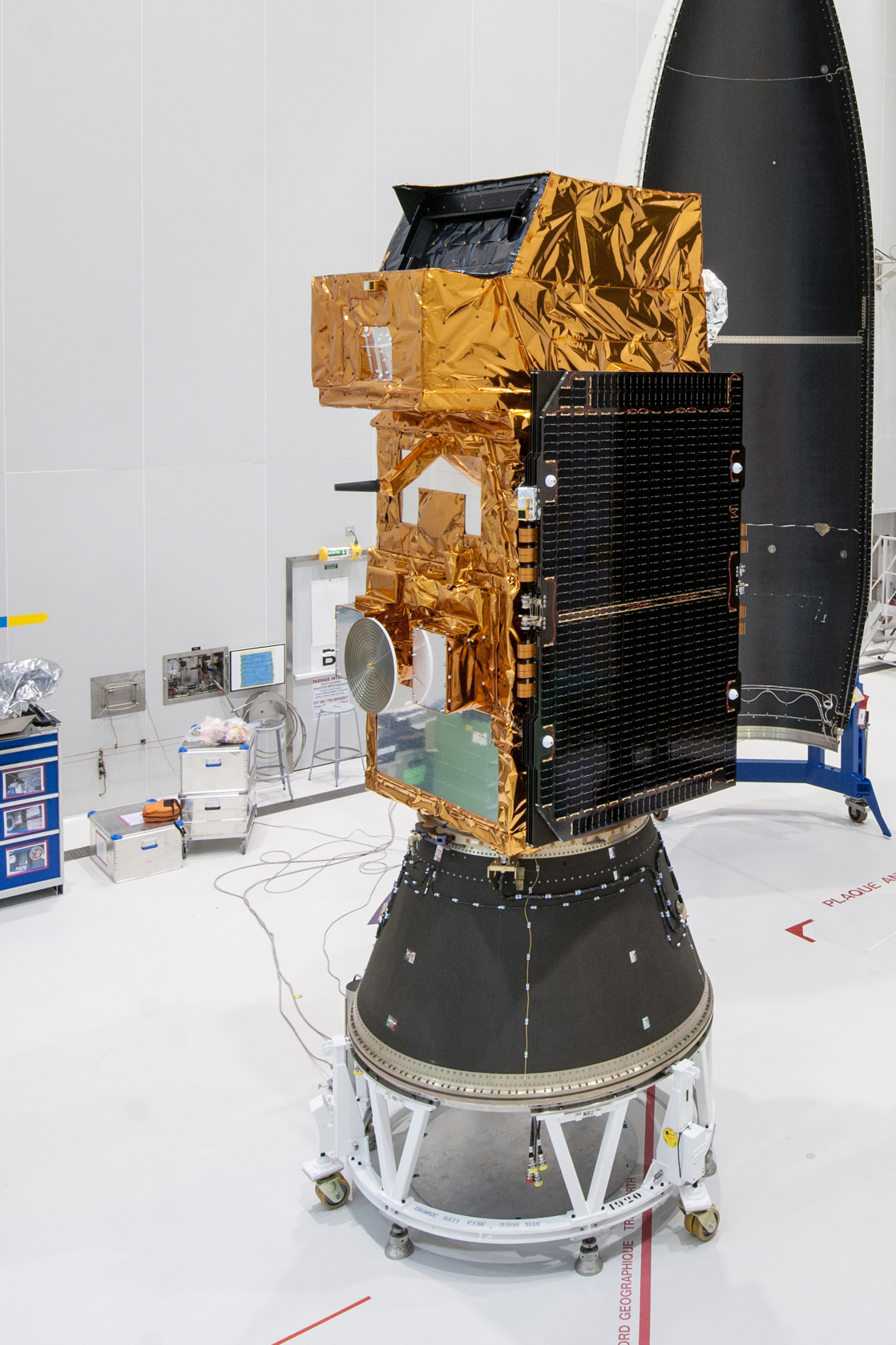
Sentinel-2A listo para encapsulación.

Sentinel es un proyecto multi-satélite desarrollado por la ESA en el marco del Programa Copérnico. Las misiones Sentinel incluyen satélites de radar y satélites de imágenes super-espectrales para la vigilancia terrestre, oceánica y atmosférica de la Tierra.
Las misiones Sentinel tienen los siguientes objetivos:
- Sentinel-1 proporciona imágenes de radar terrestres y oceánicas durante todo el tiempo, día y noche. El primer satélite Sentinel-1A se lanzó con éxito el 3 de abril de 2014 por un Arianespace Soyuz, desde el Puerto espacial de Kourou en Guayana Francesa. El segundo satélite Sentinel-1B se lanzó el 25 de abril de 2016 desde el mismo puerto espacial.
- Sentinel-2 proporciona imágenes ópticas terrestres de alta resolución para servicios terrestres (por ejemplo, monitorización de la vegetación, la cobertura de suelo y agua, las vías navegables interiores y las zonas costeras). También ayudará a los servicios de emergencia con la información que capture. El primer satélite Sentinel-2A fue exitosamente lanzado el 23 de junio de 2015. El segundo Sentinel-2B fue lanzado el 7 de marzo de 2017, ambos a bordo del vehículo de lanzamiento Vega, desde el Puerto espacial de Kourou.
- Sentinel-3 proporciona servicios globales de vigilancia terrestre y oceánica. El primer satélite Sentinel-3A se puso en órbita el 16 de enero de 2016, el segundo Sentinel-3B el 25 de abril de 2018.
- Sentinel-4, embarcado como carga útil en un satélite Meteosat Tercera Generación, proporcionará datos para la vigilancia de la composición atmosférica. Será lanzado en 2025.
- Sentinel-5 también proporcionará datos para la vigilancia de la composición atmosférica. Será embarcado en una nave espacial EUMETSAT Polar System (EPS) y lanzado en 2025.
- Sentinel-5P (Precursor) proporcionará observaciones de la química atmosférica necesarias para monitorizar y pronosticar la calidad del aire. En particular se espera que la misión proporcione mediciones detalladas del ozono, el dióxido de nitrógeno, dióxido de azufre, así como otros contaminantes del aire. Fue lanzado el 13 de octubre de 2017. Sentinel-5P reducirá la brecha que existe entre las mediciones que realizaba el satélite Envisat y el futuro Sentinel-5, ya que el contacto con Envisat se perdió en abril de 2012 y la misión se declaró terminada en mayo de 2012.
- Sentinel-6 es un intento de mantener las misiones de altimetría de alta precisión después del satélite Jason-2. El primer satélite Sentinel-6A fue lanzado en noviembre de 2020, el segundo será lanzado en noviembre de 2025.